# 알렉산드리아 총대주교 테오도로스 2세
테오도로스 2세(그리스어: Πάπας και Πατριάρχης Αλεξανδρείας και πάσης Αφρικής Θεόδωρος Β΄, 1954년 11월 25일 - )는 제135대 알렉산드리아 그리스 정교회 총대주교이다. 본명은 니콜라오스 호레프타키스이다.

## 약력
테오도로스는 1954년 그리스 크레타 섬에서 태어나 그곳에서 학업을 마쳤다. 그는 아테네의 리자리오스 교회학교를 졸업하고 테살로니키의 아리스토텔레스 대학교에서 신학 박사학위를 받았다. 또한 오데사에서 미술사, 문학, 철학 등을 공부하였다. 1975년부터 1985년까지 그는 크레타 교구의 대보제 및 교구관리자로 있었으며, 대중을 상대로 한 강연과 자선활동을 많이 하였다. 1985년부터 1990년까지는 우크라이나 오데사에서 러시아 총대주교 대리로 봉사하였다(1990-1997). 총대주교 파르테니오스 3세는 아프리카 전역을 돌아다닐 때 항상 테오도로스와 동행하였다.
1997년 테오도로스는 카메룬의 수도 대주교로 선출된 지 열 달 후에 총대주교 베드로 7세에 의해 알렉산드리아 총대주교 대리로 임명되었다. 그는 알렉산드리아에서 선교 활동을 활발하게 하였다. 많은 아프리카인들과 아프리카 현지에 사는 그리스인들을 지원하는 한편 성당과 학교, 병원 등을 설립하였다.
에게해에서 헬리콥터 사고로 총대주교 베드로와 몇몇 고위 주교들이 사망하면서 알렉산드리아 총대주교 자리가 공석이 되었다. 그리하여 2004년 10월 9일 알렉산드리아 주교회의에서 만장일치를 통해 테오도로스가 새 총대주교로 선출되었다. 총대주교 착좌식은 2004년 10월 24일 알렉산드리아의 성모희보 대성당에서 거행되었다.
| 전임 베드로 7세 | 제135대 알렉산드리아 총대주교 2004년 10월 9일 ~ 현재 | 후임 (현직) |